# Neomikiella
Neomikiella is een muggengeslacht uit de familie van de galmuggen (Cecidomyiidae).

## Soorten
- N. beckiana (Mik, 1885)
- N. lychnidis - koekoeksbloemtopgalmug (Vallot, 1827)